# Global Rapid Rugby
Pour les articles homonymes, voir GRR.
Le Global Rapid Rugby, ou GRR, est une compétition internationale de rugby à XV qui oppose six franchises venues d'Australie, Fidji, Hong Kong, Samoa, Malaisie et Chine. Elle a été créée en 2018, par le milliardaire australien Andrew Forrest (en), président de la Western Force, après l'exclusion de cette équipe du Super Rugby en 2017. Après une saison d'exhibition sous le nom de « World Series Rugby » en 2018, la compétition débute en mars 2019.
Le Global rapid Rugby présente un certain nombre de différences dans son règlement par rapport aux autres compétitions de rugby à XV, comme un temps de jeu réduit à 70 minutes.

## Historique
En 2017, la SANZAAR décide de réduire le nombre d'équipes au sein du Super Rugby, et la franchise australienne de la Western Force fait partie des équipes retirées de la compétition en raison de son manque de résultats,. Dans la foulée, le propriétaire de la Western Force, Andrew Forrest (en), déclare alors vouloir créer une nouvelle compétition pour son équipe, qui regrouperait des équipes venues de la région indo-pacifique. 
En 2018, la compétition démarre sous la forme d'une tournée d’exhibition appelée « World Series Rugby »,. Cela consiste alors en une série de matchs pour la Western Force, qui affronte des équipes nationales « A » (Fidji A, Samoa A, Tonga A et Hong Kong Dragons), le club japonais des Panasonic Wild Knights et les franchises de Super Rugby des Crusaders et des Rebels.
À partir de 2019, le Global Rapid Rugby doit démarrer sous la forme d'un vrai championnat à huit équipes, composé de la Western Force toujours, ainsi que de nouvelles équipes toujours originaires de d'Asie du Sud-Est et d'Océanie,. Les sept autres équipes prévues viennent du Japon, de Hong Kong, de Malaisie, des Samoa, des Fidji et de Singapour. Le championnat adopte des règles différente, en accord avec World Rugby, afin de privilégier le jeu d'attaque et le spectacle. Par exemple, la durée d'un match est réduite à 70 minutes (deux mi-temps de 35 minutes) et un essai marqué depuis ses 22 mètres vaut désormais 9 points. Finalement, en raison d'un manque d'organisation et de problème d'emploi du temps en cette année de coupe du monde, le véritable lancement de la compétition dans sa forme initialement planifiée est reporté à 2020,. Cependant une saison 2019 a bien lieu, avec des ambitions revues à la baisse, qui se traduit par un calendrier plus court et un nombre d'équipe réduit à 5. Les équipes présentes sont alors la Western Force (Australie), Asia Pacific Dragons (Singapour), Fijian Latui (Fidji), Kagifa Samoa (Samoa) et South China Tigers (Hong Kong). La Western Force remporte la compétition, après avoir terminée la compétition invaincue.
En 2020, l'équipe des Pacific Dragons est remplacée par une franchise chinoise, les China Lions. De plus la franchise malaisienne des Malaysia Valke, est également rajoutée à la compétition, et les Kagifa Samoa changent de nom pour devenir les Manuma Samoa,. Cependant, la saison de Global Rapid Rugby est rapidement annulée, après une seule journée, à cause de la pandémie de Covid-19. 
Dans la foulée de l'annulation, la fédération australienne organise une compétition domestique appelée Super Rugby AU, remplaçant le Super Rugby lui aussi annulé. La Western Force est invitée à disputer cette nouvelle compétition, et termine à la cinquième et dernière place, sans avoir réussi à remporter le moindre match,. 

## Format
- 2018 : Une tournée d’exhibition appelée « World Series Rugby », pour la Western Force qui rencontre sept autres équipes entre mai et août 2018.

- 2019 : Le « Global Rapid Rugby » compte 5 franchises qui sont ensuite répartis en deux conférences géographiques. Une première en Asie regroupant les Asia Pacific Dragons, les South China Tigers et la Western Force. La seconde conférence (Océanie) regroupe les Fijian Latui, Samoa Kagifa et à nouveau la Western Force. La compétition reprend le format de la Coupe du monde de rugby à XV, c'est-à-dire quatre poules de cinq équipes, où chaque équipe rencontre une fois chaque adversaire de sa poule. Chaque équipe rencontre uniquement les autres équipes de sa conférence, qu'elle affronte deux fois chacune (match aller et retour), à l'exception de la Western Force qui est présente dans les deux conférences. La compétition a lieu de mars à juin 2019. Le vainqueur de l'édition précédente est automatiquement qualifié pour l'édition suivante[10].

- 2020 : La compétition adopte cette fois le format d'un championnat classique, avec une poule unique de six équipes. Les China Lions remplacent les Asia Pacific Dragons, et les Malaysia Valke rejoint la compétition.

## Équipes

### Équipes édition 2020
| Nom                | Ville ou région | Stade (capacité)                                  | Entraîneur                       |
| ------------------ | --------------- | ------------------------------------------------- | -------------------------------- |
| China Lions        | Rotorua         | Rotorua International Stadium, Rotorua (34 000)   | Mike Rogers                      |
| Fidjian Latui      | Lautoka         | Churchill Park (9 500)                            | Modèle:FID-d Senirusi Seruvakula |
| Manuma Samoa       | Apia            | Apia Park, (Apia) (12 000)                        |                                  |
| Malaysia Valke     | Kuala Lumpur    | Stade national Bukit Jalil, Kuala Lumpur (87 411) | Rudy Joubert                     |
| South China Tigers | Hong Kong       | Aberdeen Sports Ground (9 000)                    | Craig Hammond                    |
| Western Force      | Perth           | Perth Oval (20 500)                               | Tim Sampson                      |

### Anciennes équipes
| Nom                  | Ville ou région | Stade (capacité)                      | Années d'activité |
| -------------------- | --------------- | ------------------------------------- | ----------------- |
| Asia Pacific Dragons | Singapour       | Queenstown Stadium, Singapour (3 800) | 2019              |

## Règles
Global Rapid Rugby a obtenu de World Rugby l'autorisation d'appliquer des règles expérimentales pour cette compétition afin de valoriser le jeu d'attaque et le spectacle. Certaines de ces règles ont déjà été appliquées en National Rugby Championship, le championnat national australien. Ces règles entrent en vigueur dès la saison 2019. Parmi elles :
- La durée du match est de 70 minutes (au lieu de 80), réparties en deux mi-temps de 35 minutes.
- Un essai marqué depuis ses propres 22 mètres vaut désormais 9 points.
- La pénalité vaut 2 points (au lieu de 3).
- L'équipe tapant en touche directement, même depuis ses 22 mètres, n'aura pas de gain de terrain.
- Le temps alloué à une mêlée est limité à 60 secondes à partir du moment où elle est annoncée, tandis que la touche est limitée à 45 secondes.
- Après un essai, le buteur a 60 secondes pour tenter la transformation (au lieu de 90 secondes).

## Palmarès du Global Rapid Rugby
| Année | Vainqueur      |
| ----- | -------------- |
| 2019  | Western Force  |
| 2020  | Saison annulée |